# The Paupers
The Paupers foi uma banda de rock canadense que gravou dois álbuns pela gravadora Verve Forecast Records (em 1967 e 1968) e participou do Festival Pop de Monterey.
O grupo começou em Toronto como The Spats em 1964, formado pelo baterista Skip Prokop, o guitarrista-rítmico e vocalista Bill Marion, o guitarrista-base Chuck Beal e o baixista Denny Gerrard. Após um curto período de relativo sucesso nos Estados Unidos, o Paupers desbandou em 1969.

## Discografia

### Singles
- 1965 - "Never Send You Flowers"/"Sooner Than Soon" (Red Leaf 65002)
- 1965 - "If I Told My Baby"/"Like You Like Me" (Red Leaf 65003)
- 1965 - "For What I Am"/"Free as a Bird" (Roman 1103)
- 1966 - "Long Tall Sally"/"Sooner Than Soon" (Roman 1111)
- 1966 - "If I Call You By Some Name"/"Copper Penny" (Verve Folkway 5033)
- 1967 - "Simple Deed"/"Let Me Be" (Verve Forecast 5043)
- 1967 - "One Rainy Day"/"Tudor Impressions" (Verve Forecast 5056)
- 1967 - "Magic People"/"Black Thank You Package" (Verve Forecast 5062)
- 1968 - "Think I Care"/"White Song" (Verve Folkway 5074)
- 1968 - "Cairo Hotel"/"Another Man’s Hair on My Razor" (Verve Forecast 518007)
- 1968 - "South Down Road"/"Numbers" (Verve Forecast 518 908)

### Álbuns
- 1967 - Magic People (Verve Forecast FTS-3026)
- 1968 - Ellis Island (Verve Forecast FTS-3051)

### Coletâneas
- 1989 - Magic People (Edsel Records DED 253)